# ダン・ハーリー
ダニエル・S・ハーリー（Daniel S. Hurley, 1973年1月16日 - ）は、アメリカ合衆国ニュージャージー州ジャージーシティ出身のバスケットボール指導者。NCAAのコネチカット大学でヘッドコーチを務めている。父のボブ・ハーリー、兄のボビー・ハーリーもバスケットボール指導者。

## 経歴
2018年よりNCAAのコネチカット大学のヘッドコーチに就任。
2020-21シーズン、チームとして5年ぶりとなるNCAAトーナメントに出場したが、1回戦で敗れた。翌2021-22シーズンも1回戦で敗れた。
2022-23シーズンにチーム9年ぶりとなるNCAAトーナメント優勝を成し遂げた。
2023-24シーズンはレギュラーシーズンでチーム史上最多となる37勝を記録し、ビッグ・イースト・カンファレンスのトーナメントでも優勝。チーム史上初めて第1シードでNCAAトーナメントに出場し、連覇を達成した。